# سيامند مشهداني
اللواء سيامند مشهداني (-12 آذار 2020) كان عسکريا إيرانيا وقائدا لفيلق القدس. قتل مساء الخميس 12 آذار 2020، في غارة أمريكية على بلدة جرف الصخر شمال محافظة بابل جنوب بغداد في العراق. وكان الهجوم يستهدف مواقع للمليشيات الموالية لإيران، منها مخازن للسلاح. وكان الهجوم الأمريكي ردا على هجوم الميليشيات بصواريخ كاتيوشا على معسكر التاجي والذي قتل فيهِ ثلاثة من قوات التحالف يوم الأربعاء الموافق 11 آذار 2020.
وسميت العملية العسكرية التي اطلقتها الولايات المتحدة وبريطانيا ضد الفصائل المسلحة المتورطة بهجوم معسكر التاجي في العراق بعملية «صقر الانتقام».